# Olléléwa
Olléléwa est une commune rurale du Niger dans le département de Tanout dans la région de Zinder. Elle comptait environ 101 833 habitants en 2010. 

## Géographie
La localité de Olléléwa est située à 69 km au sud du chef-lieu départemental Tânout. Les communes voisines sont Falenko au sud-ouest,  Gangara au nord-ouest, Tânout au nord-est, Wamé à l'est, Dakoussa au sud-est et Tirmini au sud. 
|         | Tanout   |                 |
| Gangara | Olléléwa | Tanout          |
|         | Tirmini  | Ouamé, Dakoussa |

## Histoire
Olléléwa est le siège d'une chefferie traditionnelle des Touaregs, fondée au XVIIe siècle.
La commune rurale de Olléléwa est instaurée en 2002.

## Population
Lors du recensement général de 2012, la population communale est relevée à 116 895 habitants, dont 2 369 habitants pour la localité principale.

## Localités
La commune s'étend sur 135 villages, 214 hameaux et 2 camps au sud du département de Tanout.

## Services et infrastructures
- Centre de Santé Intégré (CSI) à Olléléwa, Baboulwa Koumi, Bakin Birgi, Guézawa et Sabon Kafi[6].
- Collège d'enseignement général (CEG) à Olléléwa.
- Centre de formation des métiers (CFM) à Olléléwa et Bakin Birgi.